# Wanderley Pereira
Wanderley de Souza Pereira (Conceição do Almeida, 2 de maio de 2001) é um boxeador brasileiro.

## Carreira
Nos Jogos Sul-Americanos de 2022, realizados em Assunção, no Paraguai, conquistou a medalha de ouro na categoria meio-pesado (80 kg).
No Campeonato Mundial de Boxe da AIBA de 2023 realizado em Tashkent, Uzbequistão, ele ganhou a medalha de prata na categoria do Peso Médio (75 kg).
No Jogos Pan-Americanos de 2023 realizado em Santiago, Chile, conquistou a medalha de prata na categoria 80kg. Com isso, ele se classificou para os Jogos Olímpicos de 2024. 